# VFTS 682
VFTS 682是一颗位于大麦哲伦星系的沃尔夫–拉叶星。它位于著名的蜘蛛星云附近，距离超星团R136东北约90光年（29秒差距）。VFTS 682是一个孤立的恒星，而不像之前发现类似的超级恒星一样是位于星团的中心。

## 特征
VFTS 682虽然位于本星系团最活跃的恒星形成区中，但之前只是被认为只是一颗年轻、明亮而炽热的恒星，并没有受到太多注意，在斯皮策巡天中曾被分类为YSO（Young Stellar Object，年轻恒星）。但欧洲南方天文台的天文学家利用甚大望远镜对它的研究并在2011年5月在《天文与天体物理学报》发表论文指出，VFTS 682发射出的能量被星际尘埃所阻挡，只有波长较长的红光和红外光穿透尘埃到达地球，而波长较短的蓝绿光则大部分被吸收或散射。因此虽然它看起来是红色，其实却是非常明亮的蓝白色恒星，亮度可能是太阳的300万倍，是目前已知亮度最大的恒星之一。现在科学家认为它是一颗沃尔夫–拉叶星，由以质量超过150个太阳质量、光度可达到百万太阳光度、以显著的星风和质量损失为特征的高光度蓝变星演化而来。
VFTS 682是一颗非常炙热的恒星，表面温度达到5万摄氏度（相比之下太阳的表面温度为5500摄氏度）。这种特征的恒星生命很短，大约只有几百万年。VFTS 682死亡时可能不会像普通大质量恒星那样以一般超新星爆发的形式结束其短暂的一生，而是演化成极超新星，核心直接塌缩成黑洞，并产生宇宙中最明亮的伽马射线暴。

## 起源
之前的类似超级恒星都在星团中发现，但VFTS 682却是一颗孤立的恒星。它的起源至今（截至2011年6月）未知。科学家对此提出两个假说：一是在VFTS 682确实在目前位置形成；二是VFTS 682形成于邻近的大质量星团（如距离它90光年、含有多颗类似超级恒星的超星团R136），并因故从星团中逃逸。
但以上的假说都将造成对现有天文知识的颠覆：如果它是在目前位置形成，就意味在不是很致密的环境也可能形成，而非之前认为的需要在致密的星际云中才能出现超大质量的恒星；如果它是大质量星团中逃逸出来，则意味着这颗恒星是目前发现最大质量的逃逸恒星。现在（截至2011年6月）天文学家所发现的逃逸恒星质量都明显比VFTS 682小。